# Ursula Schmenger
Ursula Schmenger (* 13. April 1927 in Alterode, Sachsen-Anhalt als Käthe-Ursula Becker) ist eine deutsche Regisseurin und Drehbuchautorin.

## Leben
Schmenger legte 1945 ihr Abitur ab und arbeitete zunächst als Kindergärtnerin. Nach dem Besuch eines Dolmetscher-Seminars war sie ab 1947 als Russisch-Dolmetscherin tätig. Im Jahr 1956 kam sie als Regie-Assistentin zum Fernsehen der DDR. Später studierte sie Theaterwissenschaften in Berlin.
Beim Fernsehen betreute sie die Reihe Basar, war von 1956 bis 1961 als Regisseurin für Meister Nadelöhr zuständig und danach für den Fernsehsprachkurs Russisch für Sie. Später drehte sie mehrere Märchenfilme. Die Kritik meinte 1990, sie gehöre „zu den erfahrensten Regisseuren des Kinderfernsehens“ der DDR.
Ihr Ehemann Fritz Schmenger war Leiter der Hauptabteilung Kinderfernsehen beim Fernsehen der DDR.

## Filmografie
Wenn nicht anders angegeben, als Regisseurin:
- 1956–1961: Meister Nadelöhr erzählt (Fernsehserie)
- 1964: Das Räubermärchen (TV)
- 1966: Atze (TV)
- 1968: Tage im Januar (TV)
- 1969: Aufregende Jahre (Fernsehserie)
- 1970: Der Panzerkommandant (TV)
- 1970: Prüfung in Breida (TV)
- 1971: Unerwarteter Besuch (TV)
- 1973: Ninotschka sucht den Frühling (TV) – auch Drehbuch
- 1973: Mein Bruder spielt Klarinette (TV)
- 1974: Die Patentante (TV)
- 1976: Die Regentrude (TV) – auch Drehbuch
- 1977: Die zertanzten Schuhe (TV) – auch Drehbuch
- 1977: Der Hasenhüter (TV) – auch Drehbuch
- 1978: Eule (TV)
- 1978: Hilfe, ich bin ein Kind (TV)
- 1979: Die Gänsehirtin am Brunnen (TV) – auch Drehbuch
- 1979: Der blaue Helm (TV) – auch Drehbuch
- 1981: Der Springer mit den langen Ohren (TV)
- 1981: Das Obdach (TV)
- 1984: Der Trichtermann (TV)
- 1986: Zwischen Abschied und Wiedersehen (TV)
- 1987: Die Brummeisenprinzessin (TV)
- 1988: Rapunzel oder der Zauber der Tränen (TV)
- 1988: Alles wegen der Kleenen (TV)
- 1990: Verflixte gute Fee (TV)